# 다펑구
다펑구(중국어 간체자: 大丰区, 정체자: 大豐區, 병음: Dàfēng Qū, 한자음: 대풍구)는 중화인민공화국 장쑤성 옌청 시의 시할구이다. 112km의 해안선과 함께 장쑤 성 북쪽의 평원에 위치한다. 다펑은 중국의 가장 큰 소금 생산지 중 한 곳이다. 생태계가 잘 보존되어있고 수많은 국립 보호 공원으로 유명하다. 도시에는 희귀종인 사불상을 위한 국립 자연 보호구가 있다. 넓이는 2374km2이고, 인구는 2007년 기준으로 730,000명이다.

## 지리
다펑은 둥타이, 서양, 옌청, 싱화를 포함한 4개의 현과 접하고 있다. 현의 해안선은 112km이고 해안선을 따라 거의 80만 헥타르에 달하는 거대한 습지가 있다. 이곳은 아주 많은 수의 곤충, 물고기, 야생동물과 수백만 마리의 철새들의 피난처이다.
쑤퉁 교의 완공으로 다펑에서 상하이 및 장쑤 성 남부의 도시로 가는데 걸리는 시간이 두 시간 안팎으로 크게 줄어들 것이다.
다펑은 따뜻하고 습한 아열대성 기후로 동아시아 계절풍의 영향을 받는다. 사계절이 뚜렷하고 일조량이 풍부하다. 연평균 기온은 15 °C이고 연평균 강수량은 보통 1000mm가 넘는다.

### 기후
| Dafeng (1981−2010)의 기후                      | Dafeng (1981−2010)의 기후 | Dafeng (1981−2010)의 기후 | Dafeng (1981−2010)의 기후 | Dafeng (1981−2010)의 기후 | Dafeng (1981−2010)의 기후 | Dafeng (1981−2010)의 기후 | Dafeng (1981−2010)의 기후 | Dafeng (1981−2010)의 기후 | Dafeng (1981−2010)의 기후 | Dafeng (1981−2010)의 기후 | Dafeng (1981−2010)의 기후 | Dafeng (1981−2010)의 기후 | Dafeng (1981−2010)의 기후 |
| 월                                             | 1월                       | 2월                       | 3월                       | 4월                       | 5월                       | 6월                       | 7월                       | 8월                       | 9월                       | 10월                      | 11월                      | 12월                      | 연간                      |
| ---------------------------------------------- | ------------------------- | ------------------------- | ------------------------- | ------------------------- | ------------------------- | ------------------------- | ------------------------- | ------------------------- | ------------------------- | ------------------------- | ------------------------- | ------------------------- | ------------------------- |
| 역대 최고 기온 °C (°F)                         | 19.0 (66.2)               | 25.1 (77.2)               | 26.7 (80.1)               | 32.9 (91.2)               | 34.9 (94.8)               | 37.4 (99.3)               | 37.6 (99.7)               | 38.4 (101.1)              | 35.6 (96.1)               | 31.4 (88.5)               | 28.4 (83.1)               | 20.9 (69.6)               | 38.4 (101.1)              |
| 일평균 최고 기온 °C (°F)                       | 6.2 (43.2)                | 8.1 (46.6)                | 12.4 (54.3)               | 18.7 (65.7)               | 24.5 (76.1)               | 27.8 (82.0)               | 30.7 (87.3)               | 30.3 (86.5)               | 26.7 (80.1)               | 22.0 (71.6)               | 15.6 (60.1)               | 9.0 (48.2)                | 19.3 (66.8)               |
| 일일 평균 기온 °C (°F)                         | 1.6 (34.9)                | 3.3 (37.9)                | 7.3 (45.1)                | 13.1 (55.6)               | 18.8 (65.8)               | 22.9 (73.2)               | 26.7 (80.1)               | 26.3 (79.3)               | 22.2 (72.0)               | 16.5 (61.7)               | 10.1 (50.2)               | 3.8 (38.8)                | 14.4 (57.9)               |
| 일평균 최저 기온 °C (°F)                       | −1.8 (28.8)               | −0.2 (31.6)               | 3.3 (37.9)                | 8.4 (47.1)                | 14.0 (57.2)               | 19.1 (66.4)               | 23.5 (74.3)               | 23.2 (73.8)               | 18.5 (65.3)               | 12.0 (53.6)               | 5.6 (42.1)                | −0.1 (31.8)               | 10.5 (50.8)               |
| 역대 최저 기온 °C (°F)                         | −11.7 (10.9)              | −11.2 (11.8)              | −7.3 (18.9)               | −2.3 (27.9)               | 3.7 (38.7)                | 10.6 (51.1)               | 16.6 (61.9)               | 16.3 (61.3)               | 9.1 (48.4)                | 0.8 (33.4)                | −5.4 (22.3)               | −9.6 (14.7)               | −11.7 (10.9)              |
| 평균 강수량 mm (인치)                          | 33.9 (1.33)               | 35.9 (1.41)               | 59.6 (2.35)               | 55.2 (2.17)               | 83.0 (3.27)               | 137.2 (5.40)              | 251.3 (9.89)              | 173.3 (6.82)              | 102.5 (4.04)              | 54.1 (2.13)               | 56.5 (2.22)               | 24.5 (0.96)               | 1,067 (41.99)             |
| 평균 상대 습도 (%)                             | 76                        | 77                        | 77                        | 78                        | 78                        | 81                        | 85                        | 86                        | 83                        | 80                        | 77                        | 75                        | 79                        |
| 출처: China Meteorological Data Service Center |                           |                           |                           |                           |                           |                           |                           |                           |                           |                           |                           |                           |                           |

## 경제
전통적으로 다펑은 농업 수입과 가축 사육, 수산품에 크게 의존해왔다. 주요 농산품으로 쌀, 면화, 기름 열매, 양잠, 과일이 있다. 2006년에 농업 소득은 총 GDP의 절반을 차지하였다. 다펑은 중국 정부에 의해 생태 시범도시이자 포괄적인 시범 구역 중 하나로 지정되었다. 기계, 식품, 경공업과 화학을 포함한 공업 부문이 빠르게 발전하고 있다. 소득 투자 기금은 도시의 경제력을 더욱 향상시킬 것이다.
다펑 항은 중국 정부에 의해 동부 해안의 중요한 항구 중 하나가 되었다. 도시는 상하이 경제 구역과 장강 삼각주 경제권에 포함된다.
빠른 공업의 성장과 성공에도 불구하고 다펑은 여전히 생태계 균형 개발을 강조한다. 도시의 생태계 우선 개발 계획은 집중조명을 받았고 국제 연합 식량 농업 기구에 의해 농촌 개발 프로그램의 시범 지역으로 채택되었다. 또한 다펑은 다양한 유기농 식품과 과일 야채의 생산으로 국제적 명성을 얻기 위해 노력하고 있다.

## 행정 구역
14개 진을 관할한다.
- 진: 大中鎮, 草堰鎮, 白駒鎮, 劉庄鎮, 西團鎮, 小海鎮, 大橋鎮, 草廟鎮, 萬盈鎮, 南陽鎮, 裕華鎮, 新豐鎮, 三龍鎮, 方強鎮.